# Carry On (álbum)
Carry On es un álbum recopilatorio del grupo Crosby, Stills & Nash, publicado por la compañía discográfica Atlantic Records en diciembre de 1991. El álbum es una muestra de dos discos de la caja recopilatoria CSN, publicada dos meses antes, con material que abarca la carrera musical del grupo entre 1968 y 1990 e incluye selecciones de los grupos Crosby & Nash, Manassas y de sus respectivas carreras en solitario. En junio de 1998, Carry On fue reeditado bajo el sello WEA International.

## Contenido
Mientras que la caja recopilatoria CSN incluye una visión global del grupo, Carry On se centra en los grandes éxitos y los temas inéditos. De sus 36 canciones, 13 son temas previamente inéditos, y nueve contienen todos los grandes éxitos del grupo que entraron en el top 40 de la lista Billboard Hot 100. Además, incluye ocho canciones en las que colaboró Neil Young, incluyendo sus temas «Helpless» y «Ohio». El set también incluyó la demo de «You Don't Have to Cry», la primera grabación que hicieron Crosby, Stills y Nash como trío, y tres temas extraídos de Live It Up (1991), su álbum de estudio más reciente.

## Lista de canciones
Un asterisco (*) indica una grabación en directo, dos asteriscos (**) una mezcla previamente inédita, (†) una versión previamente inédita, y (‡) una canción previamente inédita.

| Disco uno |                                                                   |                                            |                           |          |  |
| N.º       | Título                                                            | Escritor(es)                               | Fecha de grabación        | Duración |  |
| 1.        | «Woodstock»                                                       | Joni Mitchell                              | 5 de noviembre de 1969 ** | 3:50     |  |
| 2.        | «Marrakesh Express» (del álbum Crosby, Stills & Nash)             | Graham Nash                                | Comienzos de 1969         | 2:36     |  |
| 3.        | «You Don't Have to Cry»                                           | Stephen Stills                             | Diciembre de 1968 †       | 2:40     |  |
| 4.        | «Teach Your Children» (del álbum Déjà Vu)                         | Graham Nash                                | 24 de octubre de 1969     | 2:52     |  |
| 5.        | «Love the One You're With» (del álbum Stephen Stills)             | Stephen Stills                             | Marzo de 1970             | 3:03     |  |
| 6.        | «Almost Cut My Hair»                                              | David Crosby                               | 8 de enero de 1970 †      | 8:49     |  |
| 7.        | «Wooden Ships» (del álbum Crosby, Stills & Nash)                  | David Crosby, Paul Kantner, Stephen Stills | 20 de febrero de 1969     | 5:26     |  |
| 8.        | «Dark Star» (del álbum Allies)                                    | Stephen Stills                             | 5 de diciembre de 1982 *  | 4:57     |  |
| 9.        | «Helpless» (del álbum Déjà Vu)                                    | Neil Young                                 | 17 de noviembre de 1969   | 3:36     |  |
| 10.       | «Chicago/We Can Change the World» (del álbum Songs for Beginners) | Graham Nash                                | 28 de febrero de 1971     | 3:58     |  |
| 11.       | «Cathedral» (del álbum CSN)                                       | Graham Nash                                | 22 de enero de 1977       | 5:16     |  |
| 12.       | «4+20»                                                            | Stephen Stills                             | 16 de julio de 1969 **    | 2:10     |  |
| 13.       | «Our House» (del álbum Déjà Vu)                                   | Graham Nash                                | 5 de noviembre de 1969    | 2:58     |  |
| 14.       | «To the Last Whale...» (del álbum Wind on the Water)              | David Crosby, Graham Nash                  | 1 de julio de 1975        | 5:30     |  |
| 15.       | «Change Partners» (del álbum Stephen Stills 2)                    | Stephen Stills                             | Comienzos de 1971         | 3:13     |  |
| 16.       | «Just a Song Before I Go» (del álbum CSN)                         | Graham Nash                                | 19 de diciembre de 1976   | 2:12     |  |
| 17.       | «Ohio»                                                            | Neil Young                                 | 21 de mayo de 1970        | 3:00     |  |
| 18.       | «Wasted on the Way» (del álbum Daylight Again)                    | Graham Nash                                | 30 de enero de 1981       | 2:46     |  |
| 19.       | «Southern Cross» (del álbum Daylight Again)                       | Stephen Stills                             | Comienzos de 1981         | 4:39     |  |

| Disco dos |                                                  |                                        |                           |          |  |
| N.º       | Título                                           | Escritor(es)                           | Fecha de grabación        | Duración |  |
| 1.        | «Suite: Judy Blue Eyes»                          | Stephen Stills                         | Comienzos de 1969 **      | 7:28     |  |
| 2.        | «Carry On/Questions» (del álbum Déjà Vu)         | Stephen Stills                         | 28 de diciembre de 1969   | 4:25     |  |
| 3.        | «Horses Through a Rainstorm»                     | Graham Nash, Terry Reid                | 28 de diciembre de 1969 ‡ | 3:40     |  |
| 4.        | «Johnny's Garden» (del álbum Manassas)           | Stephen Stills                         | 8 de enero de 1972        | 2:46     |  |
| 5.        | «Guinnevere»                                     | David Crosby                           | 26 de junio de 1968 †     | 4:45     |  |
| 6.        | «Helplessly Hoping»                              | Stephen Stills                         | 15 de junio de 1969 †     | 2:31     |  |
| 7.        | «The Lee Shore»                                  | David Crosby                           | 28 de diciembre de 1969 † | 5:28     |  |
| 8.        | «Taken At All»                                   | Graham Nash, David Crosby              | 1 de abril de 1976 †      | 2:54     |  |
| 9.        | «Shadow Captain» (del álbum CSN)                 | David Crosby, Craig Doerge             | 14 de enero de 1977       | 4:31     |  |
| 10.       | «As I Come of Age»                               | Stephen Stills                         | Enero de 1981 †           | 2:48     |  |
| 11.       | «Drive My Car»                                   | David Crosby                           | Finales de 1978 †         | 3:50     |  |
| 12.       | «Dear Mr. Fantasy»                               | Steve Winwood, Jim Capaldi, Chris Wood | 17 de noviembre de 1980 ‡ | 7:04     |  |
| 13.       | «In My Dreams» (del álbum CSN)                   | David Crosby                           | 12 de enero de 1977       | 5:11     |  |
| 14.       | «Yours and Mine» (del álbum Live It Up)          | David Crosby                           | 2 de febrero de 1990      | 4:28     |  |
| 15.       | «Haven't We Lost Enough?» (del álbum Live It Up) | Stephen Stills, Kevin Cronin           | 3 de abril de 1990        | 3:06     |  |
| 16.       | «After the Dolphin» (del álbum Live It Up)       | Graham Nash                            | 1 de febrero de 1989      | 4:25     |  |
| 17.       | «Find the Cost of Freedom»                       | Stephen Stills                         | 21 de mayo de 1970        | 1:59     |  |

## Personal
Músicos
- David Crosby: voz, guitarra, teclados, orquestación
- Stephen Stills: voz, guitarras, teclados, bajo y percusión
- Graham Nash: voz, guitarras, teclados, percusión y orquestación
- Neil Young: voz, guitarras, teclados y armónica
- Joel Bernstein, Danny Kortchmar, Michael Landau, David Lindley, Michael Stergis, James Taylor: guitarras
- Jerry Garcia: pedal steel guitar
- John Sebastian: armónica y coros
- Joe Vitale: batería, sintetizador, vibráfono, flauta, percusión y teclados
- Richard T. Bear, Joel Bernstein, Craig Doerge, Mike Finnigan, Paul Harris, James Newton Howard: teclados
- Jack Casady, Tim Drummond, Bob Glaub, Bruce Palmer, George Perry, Greg Reeves, Calvin "Fuzzy" Samuels, Leland Sklar: bajo
- John Barbata, Russ Kunkel, Dallas Taylor: batería
- Michael Fisher, Joe Lala, Efrain Toro, Jeff Whittaker: percusión
- Joel Bernstein, Rita Coolidge, Venetta Fields, Priscilla Jones, Clydie King, Sherlie Matthews, Dorothy Morrison, Timothy B. Schmit: coros
- Cyrus Faryar: bouzouki
- Wayne Goodwin: violín
- Branford Marsalis: saxofón soprano
- Jimmie Haskell, Mike Lewis, Sid Sharp: orquestación
- Tony Beard: programación

Equipo técnico
- Graham Nash, Gerry Tolman: producción musical
- Stephen Barncard: mezclas de material inédito
- Joe Gastwirt, John Modells: remasterización digital
- Joe Gastwirt, John Nowland: conversión analógica-digital y restauración de cintas

## Posición en listas
| País         | Lista              | Posición |
| ------------ | ------------------ | -------- |
| Países Bajos | Mega Album Top 100 | 58       |